# Miss Anthropocene
Miss Anthropocene és el cinquè àlbum d'estudi de l'artista canadenca Grimes, que va ser publicat el dia 21 de febrer del 2020.
El títol Miss Anthropocene és un joc de paraules entre dos conceptes antagònics: d'una banda la misantropia (és a dir el rebuig cap a la humanitat) i la hipotètica actual era geològica antropocè.

## Concepte del disc
Segons la propia Grimes explica a la seva pàgina web oficial, Miss Anthropocene és el nom de la deessa de la crisi climàtic. El seu nom és el resultat de la combinació de dues paraules: el substantiu Mistantropia (Misanthrope en anglès), que defineix com "una persona a qui no li agrada la humanitat i evita la societat humana" i antropocè, que designa l'actual era geologica, en què l'activitat humana ha estat la influència dominant en el clima i el medi ambient.
Grimes es basa en el supòsit que les creences i divinitats que fins ara ha tingut la humanitat han quedat obsolets, i cada cançó del dicsc correspon amb una nova deessa o dimoni: La deessa de la crisi climàtica, el dimoni de l'addicció, la deessa les xarxes socials, el dimoni de la intel·ligència artificial, la deessa dels videojocs, el dimoni de l'apatia política, la deessa de la simulació, dimoni del suïcidi, deessa del desig sexual digital, dimoni de l'agressió sexual i deessa dels rols de gènere.

## Promoció i senzills
El 29 de novembre del 2018, Grimes va estrenar We Appreciate Power, una col·laboració amb HANA que estava prevista com el senzill de presentació de Miss Anthropocene. Finalment la cançó ha quedat fora de les edicions físiques del disc (excepte del CD japonès)
El senzill de presentació definitiu de Miss Anthropocene no sortiria fins pràcticament un any després: el dia 5 de Setembre Grimes estrenava Violence, una col·laboració amb el productor estatunidenc i_o.
El 12 de febrer del 2020, Grimes va estrenar el cinquè avançament del disc: Delete Forever.

## Llista de cançons
1. So Heavy I Fell Through The Earth
2. Darkseid (amb 潘PAN)
3. Delete Forever
4. Violence (amb i_o)
5. 4ÆM
6. New Gods
7. My Name is Dark
8. You'll Miss Me When I'm Not Around
9. Before The Fever
10. IDORU